# Lathyrus hookeri
Lathyrus hookeri är en ärtväxtart som beskrevs av George Don jr. Lathyrus hookeri ingår i släktet vialer, och familjen ärtväxter. Inga underarter finns listade i Catalogue of Life.